# Kollagenose
Die Bezeichnung Kollagenose (Bindegewebserkrankung, seltener auch Kollagenopathie und Kollagenkrankheit) wurde 1955 durch Paul Klemperer  geprägt, welcher beim systemischen Lupus erythematodes im entzündeten Gefäßbindegewebe und in Lymphknoten histologisch fibrinoide Nekrosen nachweisen konnte, die wiederum kollagene Fasern umschlossen. Später wurden diese Veränderungen auch noch bei der Systemischen Sklerose und bei der Panarteriitis nodosa gefunden.
Diese eng gefasste Definition wurde später erweitert und umfasst heute folgende entzündlich-rheumatische Erkrankungen:
- Systemischer Lupus erythematodes
- Mischkollagenose (Sharp-Syndrom, Mixed connective tissue disease)
- Sjögren-Syndrom (mit CREST-Syndrom)
- Rheumatoide Arthritis
- Systemische Sklerose
- Dermatomyositis
- Panarteriitis nodosa
- Riesenzellarteriitis
- Polymyalgia rheumatica

Es handelt sich hier um eine Gruppe chronisch rezidivierender entzündlicher Krankheiten mit schlechter Prognose durch humorale und zellgebundene Autoimmunprozesse, die folgende Gemeinsamkeiten aufweisen:
- eine chronisch-rezidivierende Entzündung des Gefäßbindegewebes und des Interstitiums; kleine Arterien, Arteriolen und Kapillaren sind besonders betroffen
- systemische Ausbreitung auf innere Organe (z. B. Nieren, Herz, Leber, Gehirn), Miterkrankung der Haut und Schleimhäute
- das Vorkommen verschiedener, insbesondere gegen Zellkernantigene gerichteter humoraler Antikörper
- eine auffallende Häufigkeit der Gelenkbeteiligung in Form einer Polyarthritis oder Polyarthralgie[2]

Im Prinzip kann jedes Organ befallen werden. Eine Rolle bei der Diagnosefindung spielen organunspezifische Autoantikörper gegen Zellkernmaterial (antinukleäre Antikörper). Die Ursache der Kollagenosen ist noch ungeklärt. Bei vielen besteht ein Zusammenhang mit erblichen Faktoren, z. B. HLA-Antigenen, Hormonen (Frauen sind bis zu sechsmal häufiger betroffen), psychischem Stress, Viren und Sonnenbestrahlung. Es ist nicht geklärt, ob die antinukleären Antikörper Ursache, Folge oder Begleiterscheinung der Krankheit sind. Viele Kollagenosen haben ähnliche Symptome, weshalb sie häufig erst im weiteren Krankheitsverlauf voneinander unterschieden werden können.
Gelenkbeschwerden als Erstsymptom können mit Antiphlogistika und physikalischer Therapie behandelt werden. Im späteren Verlauf ist häufig eine Therapie mit Glucocorticoiden und/oder Immunsuppressiva erforderlich.